# Erupción del volcán de Fuego de 2012
La erupción del volcán de Fuego de 2012 se refiere a una serie de importantes eventos telúricos que afectaron a ese estratovolcán y a los departamentos de Sacatepéquez, Escuintla y Chimaltenango en Guatemala desde el 18 de mayo de 2012.

## Reseña histórica
La actividad sísmica se inició el 18 de mayo con una pequeña erupción que duró un día, luego, el 21 de agosto se registraron desprendimientos de bloques y flujos de lava alrededor del cráter. Posteriormente, en el amanecer del 13 de septiembre, el volcán estalló en una serie de poderosas erupciones denominadas erupciones paroxismales, que se caracterizan por fuertes explosiones de gas y lava en cortos intervalos. La lava se desplazó 600 metros cuesta abajo y la columna de humo oscureció el cielo enviando una lluvia de ceniza de 1,2 cm de espesor a una distancia de 80 km, reduciendo la visibilidad a menos de tres metros.
El gobierno declaró la región alrededor del volcán en alerta roja máxima y se procedió con la evacuación de unas 3 000 personas (inicialmente se tenía planeado evacuar a 33 000 personas) de 17 aldeas, comunidades pobres de indígenas kakchikeles. El jueves 14 se redujo el nivel de peligrosidad a alerta naranja. Por su ubicación cercana al estado mexicano de Chiapas, fronterizo con Guatemala, las autoridades mexicanas prevén un plan de evacuación en caso de que los vientos arrastren la ceniza hacia México.
El martes 18 de septiembre el Instituto Nacional de Sismología, Vulcanología, Meteorología e Hidrología de Guatemala, señaló que se registran “explosiones con ceniza fina de 500 a 900 metros sobre el cráter” que se desplazan a una distancia de ocho kilómetros del volcán. La fase eruptiva del volcán no dejó víctimas, mientras que los daños materiales todavía se estudian.